# 퍼니 씽 해펀드 온 더 웨이 투 더 포럼
《퍼니 씽 해펀드 온 더 웨이 투 더 포럼》(A Funny Thing Happened on the Way to the Forum)은 미국에서 제작된 리처드 레스터 감독의 1966년 영화이다. 동명의 뮤지컬 《포럼으로 가는 길에 생긴 재밌는 일》에 기반을 둔 뮤지컬 코미디 영화이다. 제로 모스텔 등이 주연으로 출연하였고, 멜빈 프랭크 등이 제작에 참여하였다.

## 출연

### 주연
- 제로 모스텔
- 필 실버스

### 조연
- 버스터 키턴
- 마이클 크로퍼드
- 잭 길퍼드
- 애넷 안드레이
- 마이클 홀던

## 기타
- 미술: 토니 월턴
- 의상: 토니 월턴

## 노래
- "Comedy Tonight" — Pseudolus and Company
- "Lovely" — Philia and Hero
- "Everybody Ought to Have a Maid" — Pseudolus, Senex, Lycus, and Hysterium
- "Bring Me My Bride" — Miles Gloriosus and Company
- "Lovely" (reprise) — Pseudolus and Hysterium
- "Funeral Sequence" — Pseudolus, Miles Gloriosus and Company
- "Finale" — Company